# Thermopauze

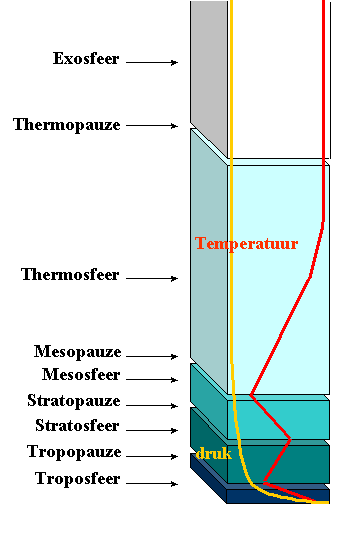
Opbouw van de atmosfeer.

De thermopauze markeert de overgang tussen de thermosfeer en de exosfeer. De thermopauze bevindt zich op een hoogte van 500 à 1000 km en wordt gekenmerkt door een omslag in het temperatuursgradiënt. In de thermosfeer neemt de temperatuur toe terwijl in de exosfeer de temperatuur gelijk blijft bij toenemende hoogte. De temperatuur in de exosfeer varieert tussen dag en nacht met vele honderden graden waardoor ook de hoogte van de thermopauze varieert.
De temperatuur varieert tussen de 500 à 1700 °C. Dit is de hoogste temperatuur in de aardatmosfeer. De druk is slechts 1/1015ste van de luchtdruk op zeeniveau.
Troposfeer · Tropopauze · Stratosfeer · Stratopauze · Mesosfeer · Mesopauze · Thermosfeer · Thermopauze · Exosfeer